# Perry (Michigan)
Perry – miasto w Stanach Zjednoczonych, w stanie Michigan, w hrabstwie Shiawassee.